# Cwi Hirsz z Rymanowa
Cwi Hirsz z Rymanowa (jid. ‏צבֿי הירש רימאַנאָווער‎ Cwi Hirsz Rimanower), zwany też Hirsz Meszaret (hebr., dosł. „Hirsz Sługa”; ur. 1778 w Dąbrowie, zm. 1847 w Rymanowie ) – rabin, od 1827 cadyk rymanowski.
W młodości pracował jako krawiec. Był później uczniem Mendla z Rzeszowa, a następnie Naftalego Cwi z Ropczyc, na którego dworze przebywał dwanaście lat i  którego następcą został w 1827 roku. Słynął jako cudotwórca .
Pochowany jest na cmentarzu żydowskim w Rymanowie .
Autor traktatu Beewot ha-Majimm.